# Ernst von der Decken

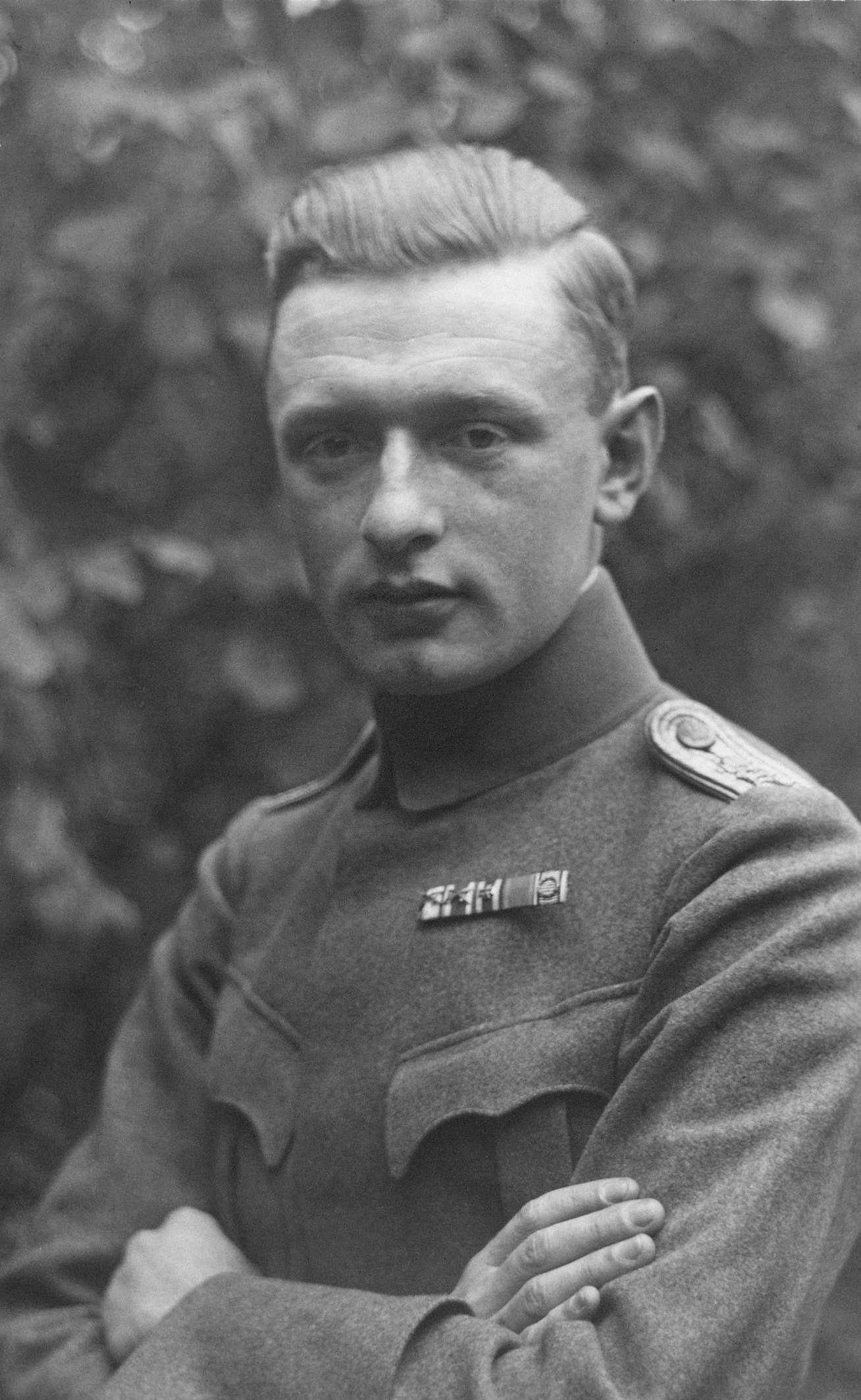
Ernst von der Decken

Ernst von der Decken (* 14. November 1894 in Dresden; † 15. März 1958 in Hamburg) war ein deutscher Journalist und Schriftsteller.

## Leben
Er war der Sohn des sächsischen Kammerherrn Theodor von der Decken (1842–1926). Ernst von der Decken war befreundet mit Ernst Deutsch und Willy Haas. 1932 heiratete er in Berlin die Filmschauspielerin Dorothea Wieck. Die Ehe wurde 1935 geschieden. 1951 heiratete er in zweiter Ehe Margarete Feldmann.
Am Ersten Weltkrieg nahm er als Offizier der Kavallerie teil und wurde als Oberleutnant entlassen. Nach einem Volontariat bei der B.Z. am Mittag wurde er in den 1920er Jahren Hauptschriftleiter beim Ullstein Verlag in Berlin. Nach dem Ende des Zweiten Weltkrieges übernahm er 1946 das Nachrichtenressort des Berliner Telegraf. Später wechselte er nach Hamburg zur Welt am Sonntag, wo er die Stelle des stellvertretenden Chefredakteurs erhielt. Als solcher starb er im 64. Lebensjahr in Hamburg.

## Werke
- Ein Sünder fährt in heiliges Land. Rösselsprung durch Palästina. Reissner, Dresden 1932.
- Grosse Welt – kleine Welt: Amerika: auf Schienenstrang und Autobahn durch USA. 1940.